# Darren Gilford (sportowiec)
Darren Gilford (ur. 11 grudnia 1982) – maltański lekkoatleta specjalizujący się w biegach na 60 metrów, 100 metrów i 200 metrów. Reprezentował Maltę na Letnich Igrzyskach Olimpijskich 2004 w biegu na 100m.